# Lyn Bell
Lyn Bell (n. 24 ianuarie 1947, Noul Wales de Sud, Australia) este o înotătoare ce a reprezentat Australia, medaliată olimpică. A participat la două ediții ale Jocurilor Olimpice (1964, 1968) în care a câștigat o medalie de argint.